# Big Enough
《Big Enough》是一首由澳洲歌手暨創作歌手麒麟卡里納所演唱的歌曲，特別邀請了澳洲歌手亞歷克斯·卡梅倫、澳洲吹口哨高手莫莉·刘易斯以及蘇格蘭裔澳洲歌手Jimmy Barnes合作。美國唱片公司Terrible Records在2017年8月16日發布了這首歌的音樂影片，並在同年11月24日發行單曲。這首歌收錄在卡里南於2017年6月9日發行的專輯Bravado中。 
這首歌因為Jimmy Barnes的尖叫聲而聞名，這段尖叫聲已經變成了一個网络迷因。 

## 背景
在接受《Under the Radar》雜誌採訪時，卡里南描述了他想要邀請Barnes合作的願望，這包括了接收到一封含有那段著名尖叫聲的音頻文件的電子郵件。 
《Pedestrian》描述《Big Enough》為結合《雪河男兒》、《斷背山》以及意大利式西部片風格的影片。 

## 音乐錄影帶
"Big Enough" 的音樂影片與單曲一同在2017年8月發布。由丹尼·科恩執導，影片設定在一個舊西部環境中。卡里南和卡梅倫扮演互相對立的牛仔，他們放下了彼此的分歧，接受世界是“足夠大，可以容納我們所有人”的。莫莉·刘易斯在影片中向天空吹口哨，而半透明的Jimmy Barnes則在天空中尖叫。 

## 網路迷因

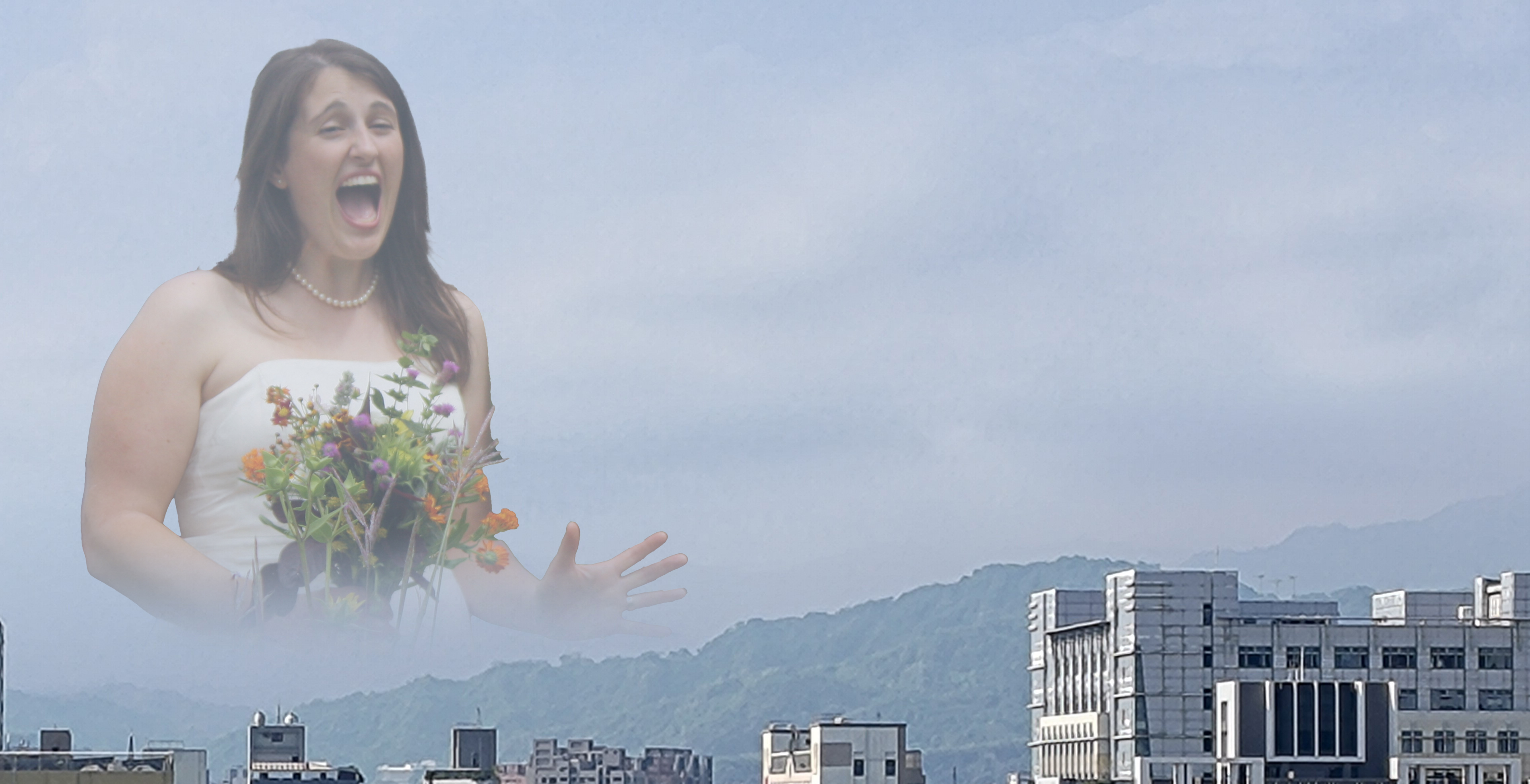
示意圖(非MV畫面)

到了2017年10月，"Big Enough" 已成為一個網路迷因。這首歌特色在於Barnes的尖叫聲，而音樂影片中則呈現他在天空中尖叫的畫面。許多迷因都將Barnes的形象和聲音植入到流行文化中的各種場景。在評論這首歌曲的錄製過程時，Barnes簡單地表示他“像女妖一樣尖叫了五分鐘”。 

## 製作人員
- 麒麟卡里納 - 主唱、木吉他以及電吉他的演奏。
- 亞歷克斯·卡梅倫 - 主唱，並在歌曲製作中加入道德和倫理的觀點。
- 莫莉·刘易斯 - 人聲吹口哨部分。
- Jimmy Barnes - 標誌性的人聲尖叫。
- John Kirby - 鋼琴部分。
- Aaron Cupples - 鍵盤、合唱合成器、編排、編程以及風聲效果。

## 提名
| 年分 | 機構     | 獎項               | 入圍者    | 結果 | Ref.   |
| ---- | -------- | ------------------ | --------- | ---- | ------ |
| 2017 | J Awards | 澳洲年度音樂錄影帶 | 丹尼·科恩 | 提名 | [ 11 ] |